# یواس‌اس زتا (۱۸۴۴)
یواس‌اس زتا (۱۸۴۴) (به انگلیسی: USS Zeta (1844)) یک کشتی بود که طول آن ۵۸ فوت (۱۸ متر) بود. این کشتی در سال ۱۸۴۴ ساخته شد.